# Sathrophylliopsis
Sathrophylliopsis är ett släkte av insekter. Sathrophylliopsis ingår i familjen vårtbitare.
Kladogram enligt Catalogue of Life:
| Sathrophylliopsis | \| \| Sathrophylliopsis longepilosa \| \| \| \| \| \| Sathrophylliopsis truncatipennis \| \| \| \| |
|                   | \| \| Sathrophylliopsis longepilosa \| \| \| \| \| \| Sathrophylliopsis truncatipennis \| \| \| \| |
|                   | Sathrophylliopsis longepilosa                                                                      |
|                   | |
|                   | Sathrophylliopsis truncatipennis                                                                   |
|                   | |